# Stube (Einheit)
Stube war ein Volumenmaß für Salzsole in der Steiermark. Stoof/Stof, Stauf oder Stübchen sind von der Stube abgeleitete Wortformen und bezeichnen ein größeres Gefäß für Flüssigkeiten. Auch stehen diese Begriffe für andere Volumenmaße.
- 1 Stube = 1800 Eimer (Österr.) = 1018,89 Hektoliter
  - 1 Eimer (Österr.) = 0,566052 Hektoliter
- Steiermark 1 Stube = 1800 Eimer = 115.452 Liter[2]
  - 1 Eimer = 60 Maß = 240 Seidel = 64,14 Liter